# 梅尔刻度

梅尔与赫兹的对应图

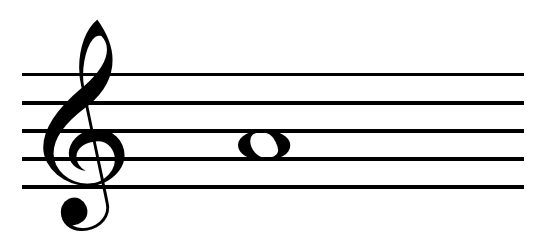
A440. 440 Hz = 549.64 mels

梅尔刻度（又稱Mel尺度）是一種基于頻率定义的非線性刻度单位，表示人耳对音高(pitch)等距變化的感官，由Stevens、Volkman 和Newman于1937年命名。
梅爾刻度與線性的頻率刻度赫茲(Hz)之間可以進行近似的數學換算。一个常用的将{\displaystyle f}赫兹转换为{\displaystyle m}梅尔的公式是：
{\displaystyle m=2595\log _{10}\left(1+{\frac {f}{700}}\right)}
梅尔刻度將1000Hz，且高于人耳听阈值40分贝的聲音信號，定為1000mel的参考点。在頻率500Hz以上时，随着频率的增加，人耳每感覺到等量的音高變化，所需要的頻率變化愈來愈大。这导致在赫茲刻度500Hz往上的四个八度(一個八度即為兩倍的頻率)，只对应梅尔刻度上的两个八度。Mel的名字来源于单词melody，表示这个刻度是基於音高比较而被創造的。

## 历史和其他公式
历史上，存在过各种各样的转换公式。在O'Shaugnessy的书中的常用公式选用不同的对数底可以有不同的表达式：
{\displaystyle m=2595\log _{10}\left(1+{\frac {f}{700}}\right)=1127\log _{e}\left(1+{\frac {f}{700}}\right)\ }
对应的逆变换公式是：
{\displaystyle f=700(10^{m/2595}-1)=700(e^{m/1127}-1)\ }
自从Steinberg于1937年出版的基于最小可覺差音高的刻度曲线和表格
后，还有许多其他曲线通过不同的实验方法和分析途径被提出，如Fletcher和Munson在1937年
，Fletcher在1938年
，Steven于1937年以及 Stevens 和 Volkmann于1940年
分别给出的曲线。
在1949年，Koenig发表了一个基于独立的线性部分和对数部分的近似值，取1000Hz作为两个部分的分界点。
Gunnar Fant于1949年发表了当前流行的线性\对数公式，但是有1000Hz的截止频率(corner frequency)。
Fant于1968年发表了该公式的另一种与对数的底数的选择无关的形式：
{\displaystyle m={\frac {1000}{\log(2)}}\log \left(1+{\frac {f}{1000}}\right)\ }
1976年，Makhoul与Cosell发表了现在流行的版本，截止频率取为700Hz。
Ganchev等人指出："相比于Fant等人的1000Hz的公式，700Hz的公式能够在1000Hz以下更近似于Mel刻度，代价是超过1000Hz时误差更大。"但是当频率超过7kHz时,700Hz的版本表现的更好。
这些公式的数据由Beranek于1949年基于Stevens 和 Volkman的曲线被制作成表格：
| Hz  | 20 | 160 | 394 | 670 | 1000 | 1420 | 1900 | 2450 | 3120 | 4000 | 5100 | 6600 | 9000 | 14000 |
| mel | 0  | 250 | 500 | 750 | 1000 | 1250 | 1500 | 1750 | 2000 | 2250 | 2500 | 2750 | 3000 | 3250  |

具有625Hz截断频率的公式由Lindsay和Norman于1977年在《Human information processing: An introduction to psychology》中提出，但在该书1972年第一版中该公式没有出现：
{\displaystyle m=2410\log _{10}(1.6\times 10^{-3}f+1)}
大多数的公式能够保证1000 mel对应1000Hz。截断频率(break frequency)，如700Hz、1000Hz或625Hz，是这些公式中唯一的自由参数。一些非MEL听觉频率尺度(auditory-frequency-scale)公式使用了相同的形式，但截断频率低得多，不一定能保障1000mel对应1000Hz，例如1990年Glasberg与Moore提出的ERB-rate刻度使用的是228.8Hz，1990年Greenwood的“cochlear frequency–place map”则使用165.3Hz作为截断频率。
Umesh等人对其他形式的梅尔刻度进行了研究。根据从这些曲线上计算的数据，他们指出，传统的含有对数区域和线性区域的公式，以及其他形式的公式，都不符合Stevens和Volkman的曲线：
| Hz  | 40 | 161 | 200 | 404 | 693 | 867 | 1000 | 2022 | 3000 | 3393 | 4109 | 5526 | 6500 | 7743 | 12000 |
| mel | 43 | 257 | 300 | 514 | 771 | 928 | 1000 | 1542 | 2000 | 2142 | 2314 | 2600 | 2771 | 2914 | 3228  |